# Chi Nghệ
Chi Nghệ (danh pháp khoa học: Curcuma) là một chi trong họ thực vật Zingiberaceae (họ Gừng) chứa các loài như nghệ, nga truật hay uất kim hương Thái Lan.

## Từ nguyên
Tên gọi khoa học xuất phát từ tiếng Phạn kuṅkuma, dùng để chỉ loài nghệ phổ biến rộng và được biết đến nhiều nhất là Curcuma longa.
Ghi chép về chữ nghệ trong Từ điển Việt–Bồ–La (Dictionarium Annamiticum Lusitanum et Latinum) của Alexandre de Rhodes xuất bản năm 1651 như sau: "nghệ: açafrão: crocus, i. dụôm nghệ: tingir com açafrão: croco inficere.",. Như thế, Rhodes có lẽ cho rằng nó ít nhất là tương tự như nghệ tây (Crocus sativus) trong vai trò nhuộm màu vàng cho thực phẩm, do Crocus sativus là loại cây trồng tại khu vực Địa Trung Hải để lấy nhụy hoa sấy khô làm gia vị và nhuộm màu thực phẩm. Từ điển này không có chữ ngải.
Trong Flora Cochinchinensis, João de Loureiro mô tả 3 loài Curcuma mà ông biết có tại miền nam Việt Nam với các tên gọi tiếng Việt tương ứng là:
- Curcuma longa: ngệ, kuong hùynh, kiām hoâm.[7]
- Curcuma rotunda (danh pháp chính thức hiện nay là Boesenbergia rotunda): ngải miọ, pum ngô méu.[8]
- Curcuma pallida (danh pháp chính thức hiện nay là Curcuma zedoaria): ngệ hoang, san kiām hoâm.[9]

Như thế, ở đây tên gọi ngải đã được dùng để chỉ các loài Curcuma. Trong Nam Việt–Dương Hiệp Tự vị (南越洋合字彙, Dictionarium Anamitico-Latinum) của Jean-Louis Taberd xuất bản năm 1838 thì các từ nghệ và ngải đều viết bằng Hán-Nôm là 艾. Cụ thể, tại trang 333 tác giả viết như sau: "艾 Ngải, herba quaedam medicinalis seu species absynthii quâ adustiones fiunt. 艾灸 Ngải cứu, id; artemisia vulgaris... 艾鐄 Ngải vàng, curcumae species. 艾葉 Ngải diệp: absynthii species... ", như thế ngải nói chung là cây thuốc thuộc chi Artemisia (như A. vulgaris hay A. absinthium), nhưng ngải vàng thì là loài thuộc chi Curcuma.  Tại trang 338, tác giả viết về chữ nghệ như sau: "艾 Nghệ, croci species seu curcuma longa.", và ở đây thì nghệ là tên thông thường của Crocus (không có ở Việt Nam) hoặc Curcuma longa. Điều này giải thích tại sao trong tên gọi của một số loài của chi Curcuma lại có chữ ngải, như ngải tím (C. aeruginosa, C. zedoaria), ngải trắng (C. aromatica).
Các tên gọi uất kim, khương hoàng hay nga truật có lẽ có nguồn gốc từ tiếng Trung, tương ứng với 郁金 = uất kim, 姜黄 = khương hoàng và 莪术 = nga thuật, các tên gọi được Flora of China dùng trong tên gọi tiếng Trung của các loài thuộc chi Curcuma.
Về mặt phân loại học thì Crocus (họ Iridaceae, bộ Asparagales - thực vật một lá mầm), Artemisia (họ Asteraceae, bộ Asterales - thực vật hai lá mầm thực sự) và Curcuma (họ Zingiberaceae, bộ Zingiberales - thực vật một lá mầm) không có quan hệ họ hàng gì.

## Phân bố
Các loài nghệ là bản địa khu vực Đông Nam Á, miền nam Trung Quốc, tiểu lục địa Ấn Độ, New Guinea và miền bắc Australia. Một số loài được cho là đã du nhập và tự nhiên hóa ở các vùng ấm áp khác trên thế giới như châu Phi nhiệt đới, Trung Mỹ, Florida, và một loạt các đảo khác nhau trên Thái Bình Dương, Ấn Độ Dương và Đại Tây Dương. Nói chung, hầu hết các loài nghệ phát triển tốt trong đất cát tơi xốp ở những nơi có bóng râm.

## Sử dụng
Nghệ đã được sử dụng ở Ấn Độ từ thời cổ đại như là một chất thay thế cho nghệ tây (Crocus spp.) và các chất màu vàng khác. Nghệ thường được sử dụng để tạo hương vị hoặc tạo màu cho bột cà ri, mù tạt, bơ và pho mát.

## Mô tả
Thân rễ phân nhánh, mọng thịt, thơm, thường với các rễ mang củ. Lá ở gốc; phiến lá hình mũi mác rộng hoặc thuôn dài, hiếm khi thẳng hẹp. Cụm hoa là cành hoa dạng bông thóc ở đầu cành trên thân giả hoặc trên các chồi riêng biệt sinh ra từ thân rễ, đôi khi xuất hiện trước lá; cuống thẳng; các lá bắc hợp sinh trong khoảng 1/2 chiều dài của chúng và tạo thành các túi, tỏa rộng ở các đầu tự do, mỗi lá bắc đối diện một xim hoa bọ cạp xoắn ốc gồm 2-7 hoa, các lá bắc ở đỉnh thường có màu khác biệt, lớn, vô sinh, tạo thành một mào; lá bắc con rời đến gốc. Đài hoa thường hình ống ngắn, chẻ 1 bên, đỉnh 2-3 thùy hoặc có răng. Tràng hoa hình phễu; các thùy hình trứng hoặc thuôn dài, gần bằng nhau hoặc thùy trung tâm dài hơn, đỉnh có mấu nhọn. Các nhị lép bên hình tựa cánh hoa, hợp sinh tại gốc với chỉ nhị và cánh môi. Cánh môi với phần trung tâm sẫm lại và mỏng hơn, các thùy bên chồng lên với các nhị lép bên. Chỉ nhị ngắn, rộng; bao phấn lắc lư, gốc thường có cựa; không có phần phụ liên kết. Bầu nhụy 3 ngăn. Quả nang hình elipxoit, 3 mảnh vỏ, nứt.

## Hệ thống học và phát sinh chủng loài
Nghiên cứu phát sinh chủng loài phân tử của Záveská et al. (2012) chia Curcuma làm 3 phân chi. Cụ thể như sau:
- Curcuma subgen. Curcuma: Đối với các đại diện điển hình của phân chi này thì các đặc trưng phái sinh chia sẻ chung về hình thái bao gồm sự hiện diện của các tuyến trên bầu; cụm hoa thường với mào; hoa kiểu viên đạn sắp xếp chật chội; và sự hiện diện của hai cựa hướng về phía trước. Nhiều thành viên của phân chi này có phân bố rộng khắp và được trồng ở Nam Á, Đông Nam Á và nhiều nơi khác trong vùng nhiệt đới, nhưng trung tâm đa dạng của các loài sinh sản hữu tính (tạo hạt) là Ấn Độ, Bangladesh và Myanmar, và trung tâm đa dạng của các loài sinh sản sinh dưỡng có lẽ là Ấn Độ. Mối quan hệ của các loài trong phân chi này rất phức tạp vì đa bội hóa và lai ghép hóa là quan trọng trong hình thành loài.[19][20] Cấu trúc phân cấp trong phạm vi phân chi này dường như có liên quan đến sự thay đổi kích thước bộ gen, phần lớn phù hợp với dữ liệu AFLP.[20] Đa phân cơ sở trong phân chi Curcuma (nhóm Curcuma-II trong các cây phát sinh chủng loài ITS và cpDNA) tương ứng với các loài có kích thước bộ gen đơn bội lớn hơn ('Genome Group II và III' sensu Leong-Škorničková et al., 2007),[19] trong khi nhánh tận cùng nhất của cây (nhóm 'Curcuma-I' trong các cây phát sinh chủng loài ITS và cpDNA) bao gồm các loài có các giá trị 1Cx ('Genome Group I' sensu Leong-Škorničková et al., 2007)[19] nhỏ hơn.
- Curcuma subgen. Ecomata: Gộp 2 nhóm 'Ecomata' và 'Pierreana': Các loài Curcuma có tuyến trên bầu, cựa bao phấn, hầu hết có các lá bắc sinh sản nhọn hợp sinh ở gốc và thiếu mào dễ thấy của các lá bắc vô sinh, các lá với lưỡi bẹ phát triển tốt. 2n chủ yếu là 42. Vùng thực vật Đông Dương, từ Đông Myanmar và miền nam Trung Quốc đến Campuchia và miền nam Việt Nam.
- Curcuma subgen. Hitcheniopsis: Không tuyến trên bầu và cựa bao phấn. Phân bố địa lý của phân chi Hitcheniopsis là tương tự như phân chi Ecomata, với một số loài vươn xa hơn về phía tây đến Myanmar (như C. parviflora), đông bắc Ấn Độ và cả miền nam Trung Quốc (Stahlianthus spp.).

## Các loài
Tại thời điểm tháng 1 năm 2025 POWO công nhận 167 loài.
- Curcuma achrae Saensouk & Boonma, 2022
- Curcuma aeruginosa Roxb., 1810: Nghệ xanh, nghệ đen, ngải tím, nghệ ten đồng.
- Curcuma albiflora Thwaites, 1861
- Curcuma alismatifolia Gagnep., 1903: Nghệ lá từ cô hay uất kim hương Thái Lan.
- Curcuma amada Roxb., 1810
- Curcuma amarissima Roscoe, 1826
- Curcuma andersonii (Baker) Škorničk., 2015
- Curcuma angustifolia Roxb., 1810 không Dalzell & A.Gibson, 1861: Nghệ lá hẹp.
- Curcuma antinaia Chaveer. & Tanee, 2007
- Curcuma arida Škorničk. & N.S.Lý, 2015: Nghệ khô hạn.
- Curcuma aromatica Salisb., 1808: Nghệ rừng, nghệ trắng, ngải trắng, uất kim.
- Curcuma arracanensis W.J.Kress & V.Gowda, 2012
- Curcuma aruna Maknoi & Saensouk, 2021
- Curcuma attenuata Wall. ex Baker, 1890
- Curcuma aurantiaca Zijp, 1915
- Curcuma australasica Hook.f., 1867
- Curcuma bakeriana Hemsl., 1892
- Curcuma bella Maknoi, K.Larsen & Sirirugsa, 2011
- Curcuma bhatii (R.M.Smith) Škorničk. & M.Sabu, 2005
- Curcuma bicolor Mood & K.Larsen, 2001
- Curcuma caesia Roxb., 1810
- Curcuma campanulata (Kuntze) Škorničk., 2015: Tà liền chuông.
- Curcuma candida (Wall.) Techapr. & Škorničk., 2012: Thiền liền trắng.
- Curcuma cannanorensis R.Ansari, V.J.Nair & N.C.Nair, 1982
- Curcuma caulina J.Graham, 1839
- Curcuma ceratotheca K.Schum., 1899
- Curcuma chantaranothaii Boonma & Saensouk, 2021
- Curcuma charanii Boonma & Saensouk, 2021
- Curcuma cinnabarina Škorničk. & Soonthornk., 2020[21]
- Curcuma clovisii Škorničk., 2015
- Curcuma cochinchinensis Gagnep., 1907: Nghệ Nam Bộ
- Curcuma codonantha Škorničk., 2003
- Curcuma coerulea K.Schum., 1904
- Curcuma colorata Valeton, 1918
- Curcuma comosa Roxb., 1810
- Curcuma cordata Wall., 1829
- Curcuma coriacea Mangaly & M.Sabu, 1989
- Curcuma corniculata Škorničk., 2014
- Curcuma cotuana Luu, Škorničk. & H.Đ.Trần, 2017: Ngải Cơ Tu.
- Curcuma decipiens Dalzell, 1850
- Curcuma eburnea Škorničk., Suksathan & Soonthornk., 2020[21]
- Curcuma ecomata Craib, 1912
- Curcuma elata Roxb., 1820: Mì tinh rừng.
- Curcuma euchroma Valeton, 1918
- Curcuma exigua N.Liu, 1987
- Curcuma ferruginea Roxb., 1810
- Curcuma fimbriata Škorničk. & Soonthornk., 2021[22]
- Curcuma flammea Škorničk., 2014
- Curcuma flaviflora S.Q.Tong, 1986
- Curcuma glans K.Larsen & Mood, 2001
- Curcuma glauca (Wall.) Škorničk., 2015
- Curcuma globulifera Škorničk. & Soonthornk., 2021[22]
- Curcuma gracillima Gagnep., 1903: Nghệ mảnh.
- Curcuma graminifolia (K.Larsen & Jenjitt.) Škorničk., 2015
- Curcuma grandiflora Wall. ex Baker, 1890
- Curcuma gulinqingensis N.H.Xia & Juan Chen, 2013
- Curcuma haritha Mangaly & M.Sabu, 1993
- Curcuma harmandii Gagnep., 1907: Nghệ Harmand, nghệ hác-man.
- Curcuma heyneana Valeton & Zijp, 1917
- Curcuma ignea Ruchis. & Jenjitt., 2023
- Curcuma inodora Blatt., 1931
- Curcuma involucrata (King ex Baker) Škorničk., 2015
- Curcuma karnatakensis Amalraj, Velay. & Mural., 1991
- Curcuma kayahensis Nob.Tanaka & M.M.Aung, 2019
- Curcuma kudagensis Velayudhan, V.S.Pillai & Amalraj, 1990
- Curcuma kwangsiensis S.G.Lee & C.L.Liang, 1977: Nghệ Quảng Tây
- Curcuma lampangensis Saensouk, Maknoi & Rakarcha, 2022
- Curcuma larsenii C.Maknoi & T.Jenjittikul, 2006
- Curcuma latiflora Valeton, 1913
- Curcuma latifolia Roscoe, 1825
- Curcuma leonidii Škorničk. & Luu, 2013: Nghệ Leonid, nghệ lê-ô-nít.
- Curcuma leucorrhiza Roxb., 1810
- Curcuma lindstromii Škorničk. & Soonthornk., 2022
- Curcuma lithophila Škorničk. & Soonthornk., 2021
- Curcuma loerzingii Valeton, 1918
- Curcuma longa L., 1753: Nghệ, nghệ nhà, nghệ trồng, uất kim, khương hoàng, co hem, co khản min (tiếng Thái).
- Curcuma longispica Valeton, 1918
- Curcuma macrochlamys (Baker) Škorničk., 2015
- Curcuma mangga Valeton & Zijp, 1917
- Curcuma maxwellii Škorničk. & Suksathan, 2023
- Curcuma meraukensis Valeton, 1913
- Curcuma micrantha Škorničk. & Soonthornk., 2021[22]
- Curcuma montana Roxb., 1800
- Curcuma mukhraniae R.Kr.Singh & Arti Garg, 2014
- Curcuma mutabilis Škorničk., M.Sabu & Prasanthkumar, 2004
- Curcuma myanmarensis (W.J.Kress) Škorničk., 2015
- Curcuma nakhonphanomensis Boonma, Saensouk & P.Saensouk, 2022
- Curcuma nankunshanensis N.Liu, X.B.Ye & Juan Chen, 2008
- Curcuma neilgherrensis Wight, 1853
- Curcuma nepalensis M.Sabu, Kasaju & S.Subedi, 2023
- Curcuma newmanii Škorničk., 2013
- Curcuma oligantha Trimen, 1885
- Curcuma ornata Wall. ex Baker, 1890
- Curcuma pambrosima Škorničk. & N.S.Lý, 2010: Củ giờ.
- Curcuma papilionacea Soonthornk., Ongsakul & Škorničk., 2020[23]
- Curcuma parviflora Wall., 1830: Nghệ hoa nhỏ.
- Curcuma parvula Gage, 1904
- Curcuma pedicellata (Chaveer. & Mokkamul) Škorničk., 2015
- Curcuma peramoena Souvann. & Maknoi, 2014
- Curcuma petiolata Roxb., 1820 - nghệ sen
- Curcuma phaeocaulis Valeton, 1918
- Curcuma phrayawan Boonma & Saensouk, 2021
- Curcuma picta Roxb. ex Škorničk., 2008
- Curcuma pierreana Gagnep., 1907: Nghệ Pierre, bình tinh chét.
- Curcuma pitukii Maknoi, Saensouk, Rakarcha & Thammar., 2021
- Curcuma plicata Wall. ex Baker, 1890
- Curcuma porphyrotaenia Zipp. ex Span., 1842 = Curcuma zedoaria (Christm.) Roscoe, 1807
- Curcuma prakasha S.Tripathi, 2002
- Curcuma prasina Škorničk., 2017
- Curcuma pseudomontana J.Graham, 1839
- Curcuma puangpeniae Boonma & Saensouk, 2021
- Curcuma pulcherrima Boonma, Saensouk & P.Saensouk, 2022
- Curcuma purpurascens Blume, 1827
- Curcuma purpurata Boonma & Saensouk, 2021
- Curcuma putii Maknoi & Jenjitt., 2019
- Curcuma pygmaea Škorničk. & Šída f., 2013: Nghệ lùn.
- Curcuma rangjued Saensouk & Boonma, 2021
- Curcuma rangsimae Boonma & Saensouk, 2021
- Curcuma reclinata Roxb., 1810
- Curcuma rhabdota Sirirugsa & M.F.Newman, 2000
- Curcuma rhomba Mood & K.Larsen, 2001
- Curcuma roscoeana Wall., 1829
- Curcuma rosea P.Saensouk, Saensouk & Boonma, 2022
- Curcuma roxburghii M.A.Rahman & Yusuf, 2012
- Curcuma rubescens Roxb., 1810
- Curcuma rubroaurantiaca Škorničk. & Soonthornk., 2023
- Curcuma rubrobracteata Škorničk., M.Sabu & Prasanthkumar, 2003
- Curcuma rufostriata Škorničk. & Soonthornk., 2021
- Curcuma ruiliensis N.H.Xia & Juan Chen, 2021[24]: Nga truật Thụy Lệ (瑞丽莪术).
- Curcuma sabhasrii Saensouk, Maknoi, Wongnak & Rakarcha, 2022
- Curcuma sahuynhensis Škorničk. & N.S.Lý, 2015: Nghệ Sa Huỳnh, rau nghệ.
- Curcuma saraburiensis Boonma & Saensouk, 2019
- Curcuma sattayasaiorum Chaveer. & Sudmoon, 2008
- Curcuma scaposa (Nimmo) Škorničk. & M.Sabu, 2007
- Curcuma sessilis Gage, 1904
- Curcuma siamensis Saensouk & Boonma, 2021
- Curcuma sichuanensis X.X.Chen, 1984: Nghệ Tứ Xuyên
- Curcuma singularis Gagnep., 1907: Cây khỏe, sâm đá.
- Curcuma sixsensesensis D.D.Nguyen & T.A.Le, 2022
- Curcuma sparganiifolia Gagnep., 1903: Nghệ lá hắc tim lang.
- Curcuma spathulata Škorničk. & Soonthornk., 2021[22]
- Curcuma stahlianthoides Škorničk. & Soonthornk., 2022
- Curcuma stenochila Gagnep., 1905: Nghệ hoa vàng.
- Curcuma stolonifera Nob.Tanaka, K.Armstr. & M.M.Aung, 2020[25]
- Curcuma strobilifera Wall. ex Baker, 1890
- Curcuma sumatrana Miq., 1861: Nghệ Sumatra
- Curcuma suphanensis P.Saensouk, Boonma, Rakarcha, Maknoi, Wongnak & Saensouk, 2022
- Curcuma supraneeana (W.J.Kress & K.Larsen) Škorničk., 2015
- Curcuma suraponii Boonma, 2023
- Curcuma sylvatica Valeton, 1918
- Curcuma thailandica Boonma & Saensouk, 2020[26] = Curcuma putii Maknoi & Jenjitt., 2019
- Curcuma thorelii Gagnep., 1907: Nghệ Thorel.
- Curcuma tongii Y.H.Tan & Li X.Zhang, 2019
- Curcuma trichosantha Gagnep., 1907
- Curcuma tuanii H.T.Nguyen, D.D.Nguyen & N.A.Nguyen, 2023
- Curcuma vamana M.Sabu & Mangaly, 1988
- Curcuma vinhlinhensis D.D.Nguyen & T.A.Le, 2022
- Curcuma viridiflora Roxb., 1810
- Curcuma vitellina Škorničk. & H.Đ.Trần, 2010
- Curcuma wallichii M.A.Rahman & Yusuf, 2012
- Curcuma wanenlueanga Saensouk, Thomudtha & Boonma, 2021
- Curcuma wilcockii M.A.Rahman & Yusuf, 2012
- Curcuma woodii N.H.Xia & Juan Chen, 2015
- Curcuma xanthella Škorničk., 2013
- Curcuma yingdeensis N.H.Xia & Juan Chen, 2019
- Curcuma yunnanensis N.Liu & C.J.Chen, 1987: Nghệ Vân Nam
- Curcuma zanthorrhiza Roxb., 1820 - Nghệ rễ vàng
- Curcuma zedoaria (Christm.) Roscoe, 1810: Nga truật, còn gọi là nghệ đen, ngải tím, bồng nga truật, tam nại.
- Curcuma zedoaroides Chaveer. & Tanee, 2008

## Việt Nam
Ở Việt Nam hiện tại xác định có 32-35 loài nghệ, trong đó 30 loài là: C. aeruginosa, C. alismatifolia, C. angustifolia, C. arida, C. aromatica, C. cochinchinensis, C. cotuana, C. elata, C. gracillima, C. harmandii, C. leonidii, C. longa (du nhập), C. newmanii, C. pambrosima, C. pierreanna, C. pygmaea, C. rhomba, C. sahuynhensis, C. singularis, C. sixsensesensis, C. sparganifolia,, C. stenochila, C. thorelii, C. trichosantha, C. tuanii, C. vinhlinhensis, C. vitellina, C. xanthella, C. zanthorrhiza (du nhập), C. zedoaria (du nhập) và 2 loài chuyển từ chi Stahlianthus/Kaempferia sang là C. campanulata và C. candida.
Một số tài liệu còn liệt kê thêm các loài khác, như C. parviflora, C. petiolata, C. rubescens?; nhưng POWO cho rằng chúng không có ở Việt Nam.
Sách Cây cỏ Việt Nam của Phạm Hoàng Hộ còn liệt kê một loài nghệ được gọi là ngải tía với danh pháp C. rubens và mô tả như sau: "Địa thực vật cao 1,5 m; củ to đến 8 cm, thơm, đắng, nạc ngà giữa hơi sậm; rễ to 3-4 mm. Lá tía; phiến thon, to đến 60 × 17 cm; cuống dài. Phát hoa ở đất cao 15 cm, lá hoa tía, mang 3-4 hoa; đài hường, cánh hoa đỏ hay tía; môi vàng. Ở trũng ẩm: Thất Sơn (Châu Đốc)". Tuy nhiên, không có nguồn nào liệt kê danh pháp C. rubens mà danh pháp gần tương tự nhất là C. rubescens Roxb., 1810, nhưng loài này chỉ có trong khu vực đông bắc Ấn Độ, Bangladesh và Myanmar.

## Hình ảnh

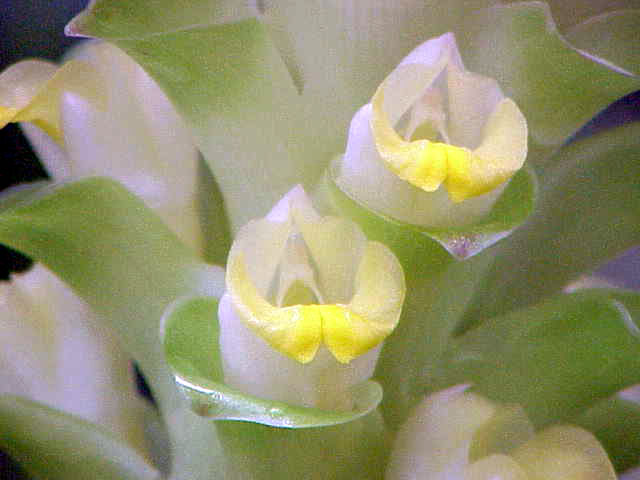
Curcuma aeruginosa
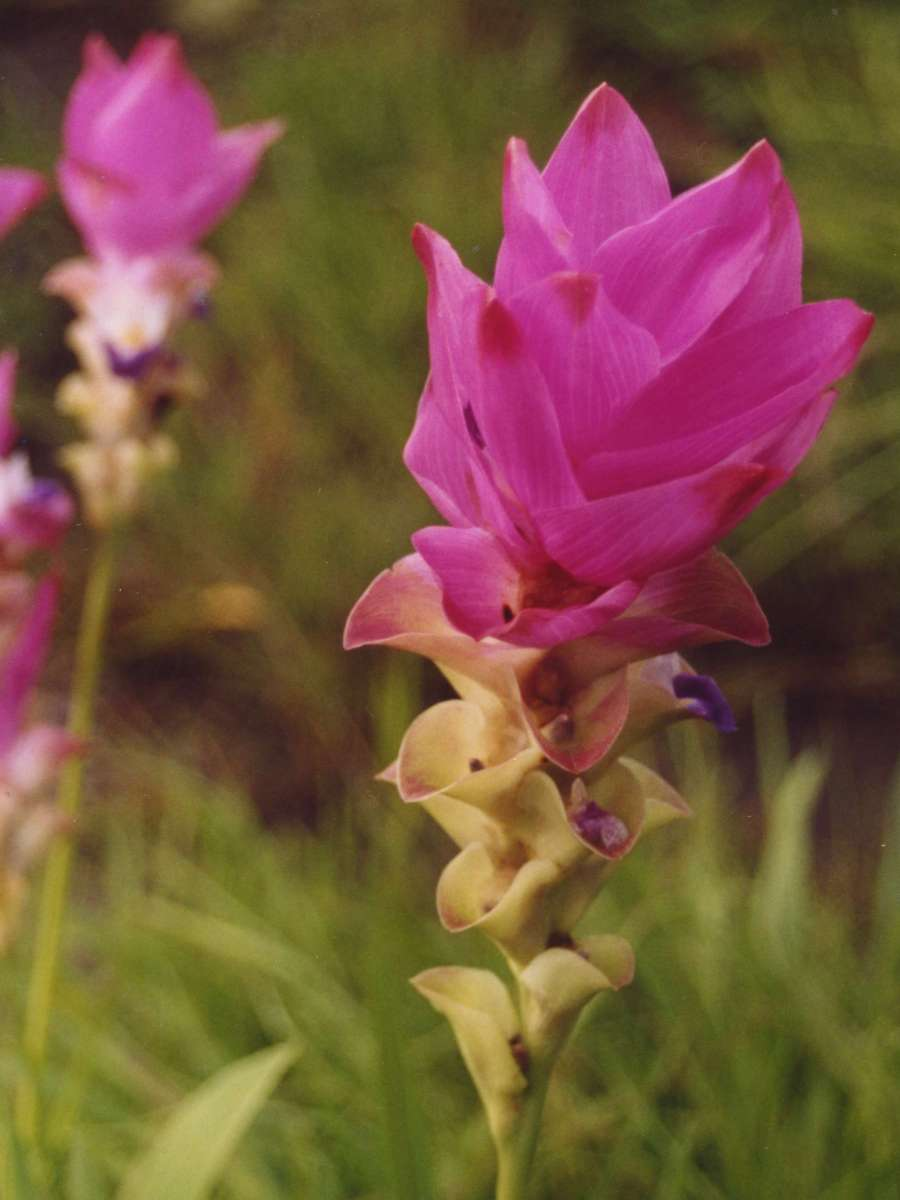
Curcuma alismatifolia
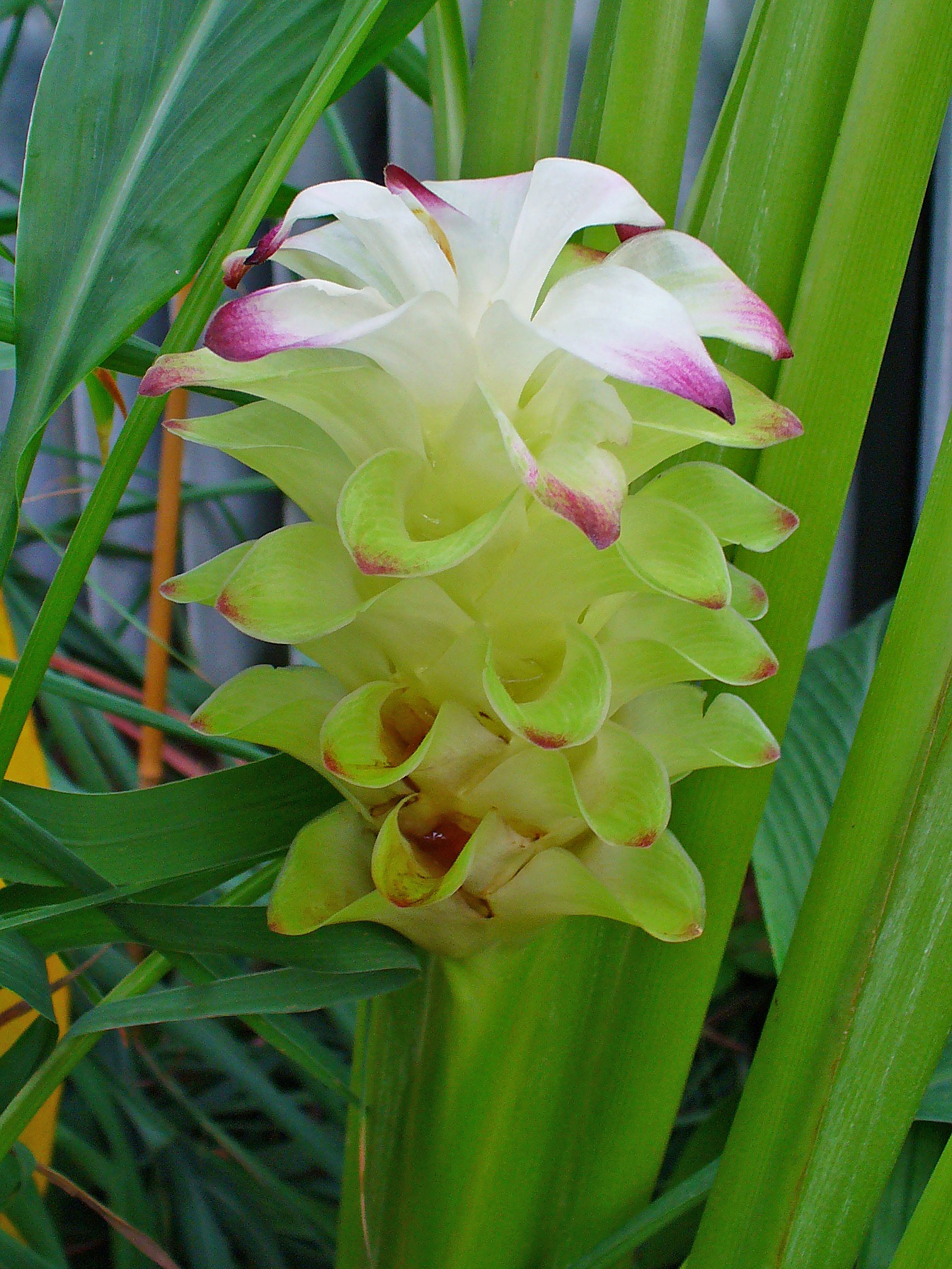
Curcuma longa
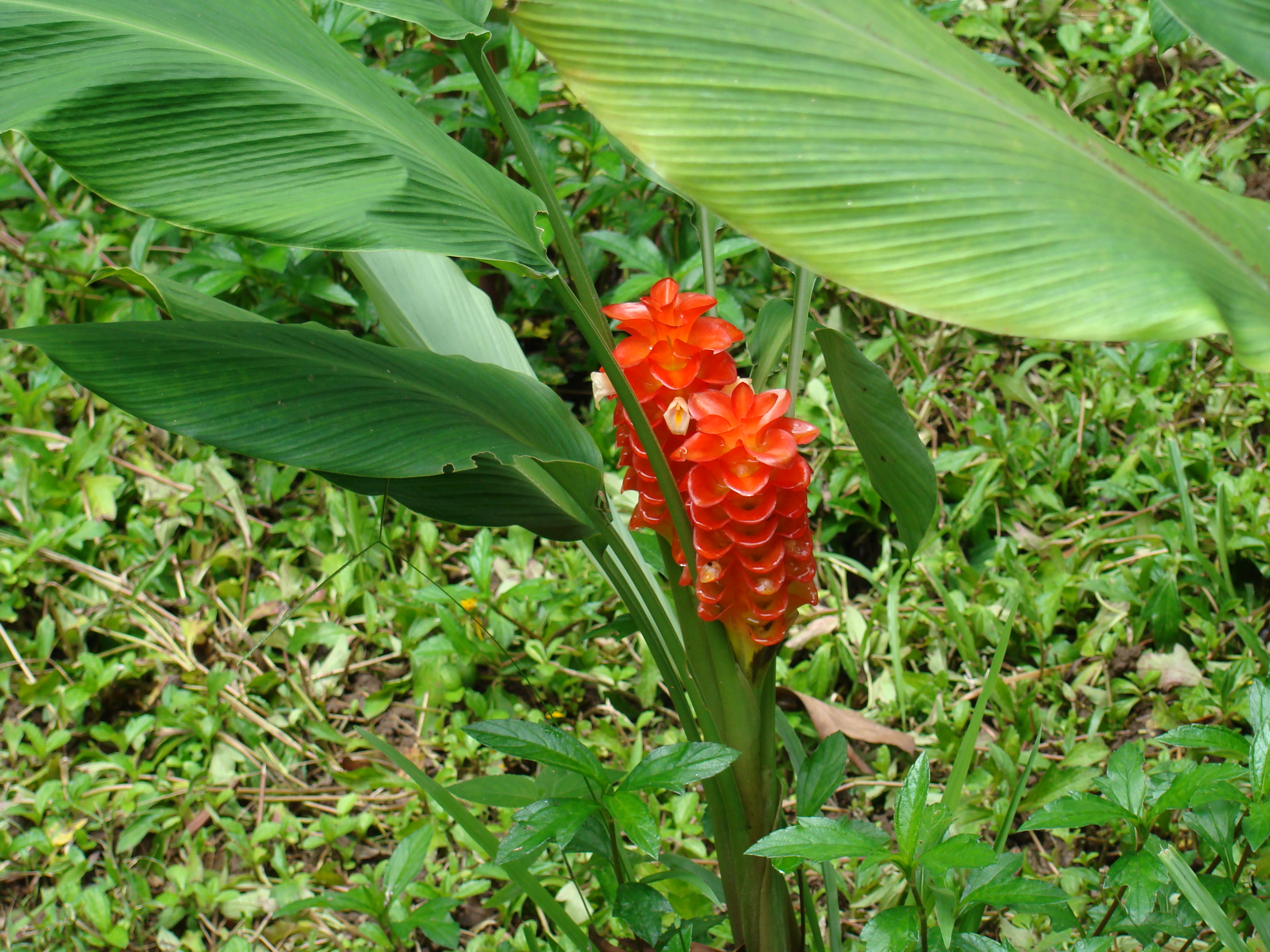
Curcuma roscoeana